# دنیس بولو
دنیس بولو (انگلیسی: Denis Bullough؛ زادهٔ ۲۹ نوامبر ۱۸۹۵) بازیکن فوتبال است.
از باشگاه‌هایی که در آن بازی کرده‌است می‌توان به باشگاه فوتبال ساوتپورت، باشگاه فوتبال استوک‌پورت کانتی، و باشگاه فوتبال ترانمره راورز اشاره کرد.